# Augustus Uthwatt, Baron Uthwatt
Augustus Andrewes Uthwatt, Baron Uthwatt PC (* 25. April 1879 in Ballarat, Victoria, Australien; † 24. April 1949) war ein britischer Jurist, der zuletzt als Lord of Appeal in Ordinary aufgrund des Appellate Jurisdiction Act 1876 als Life Peer auch Mitglied des House of Lords war.

## Leben
Nach dem Besuch des Ballarat Clarendon College absolvierte Uthwatt ein Studium der Rechtswissenschaften am Balliol College der University of Oxford und erhielt 1904 seine anwaltliche Zulassung bei der Rechtsanwaltskammer (Inns of Court) von Gray’s Inn. Im Anschluss nahm er eine Tätigkeit als Barrister auf und war während des Ersten Weltkrieges zwischen 1915 und 1918 Rechtsberater des Ernährungsministeriums (Ministry of Food). Für seine anwaltlichen Verdienste wurde er 1929 sogenannter „Bencher“ der Anwaltskammer von Gray’s Inn und arbeitete 1936 als Rechtsberater des Schatzamtes (HM Treasury). 
Uthwatt, der zwischen 1939 und 1940 auch als Schatzmeister der Anwaltskammer von Gray’s Inn fungierte, war 1939 Vorsitzender des Komitees für die Verantwortlichkeiten für die Wiederherstellung zerstörten Besitzes bei Feindseligkeiten (Committee on Responsibility for Repair of Premises Damaged by Hostilities), 1940 des Komitees für die Haftung für Kriegsschäden aufgrund bestehender Verträge (Committee on Liability for War Damage to the Subjects of Contracts) und des Komitees für die Grundsätze der Beurteilung von kriegsbedingten Eigentumsschäden (Committee on Principles of Assessment of War Damage to Property) sowie 1941 des Expertenkomitees für Entschädigungen und Verbesserungen (Expert Committee on Compensation and Betterment).
1941 wurde Uthwatt Richter der Kammer für Wirtschaftssachen (Chancery Division) an dem für England und Wales zuständigen High Court of Justice und bekleidete dieses Richteramt bis 1946. Zugleich wurde er 1941 zum Knight Bachelor geschlagen und führte seither den Namenszusatz „Sir“.
Durch ein Letters Patent vom 9. Januar 1946 wurde Uthwatt, der zugleich auch Privy Councillor wurde, aufgrund des Appellate Jurisdiction Act 1876 als Life Peer mit dem Titel Baron Uthwatt, of Lathbury in the County of Buckingham, zum Mitglied des House of Lords in den Adelsstand berufen und wirkte bis zunächst seinem Tod als Lordrichter (Lord of Appeal in Ordinary).